# Бодяк воинственный
Бодяк воинственный или бодяк защищённый (лат. Cirsium pugnax) — травянистое растение, вид рода Бодяк (Cirsium) семейства Сложноцветные (Asteraceae). Эндемик Кавказа. В 2022 году вид был перенесён в род Lophiolepis и описан под названием Lophiolepis horrida (Adams) Bures, Del Guacchio, Iamonico & P.Caputo, но русскоязычное название в научной литературе пока не приводится. 

## Описание
Многолетнее травянистое растение. 
Бодяк развивает по нескольку восходящих утолщенных стеблей 25–50 см высотой. Стебли бороздчатые, более-менее рассеянно паутинисто-волосистые, вверху слабо ветвистые, до верхушки олиственные.
Листья жёсткие, продолговато-широколанцетные.  
- Верхние листья — продолговатые, сверху более-менее густо усеяны короткими шиповатыми щетинками, голые или редко паутинистые, снизу — голые, по главным жилкам паутинисто-волосистые или по всей поверхности более-менее  густо-сероватопаутинистые, обычно глубже середины или у нижних листьев менее глубоко перистораздельные на неравно двух-трёхраздельные или двух-трёхзубчатые широко-яйцевидные доли, лопасти которых на верхушке треугольно заострённые, оттянутые в крепкие, более-менее утолщенные, жёлтоватые шипы длиной 6–10 мм, по краю с редкими мелкими шипиками.
- Прикорневые и нижние стеблевые листья — к основанию вытянутые в удлиненный колюче-зубчатый черешок, к верхушке заострённые, средние и верхние — к основанию чуть суженные, полустеблеобъемлющие, средние — до 15 см длиной и 5 см шириной[5].

Корзинки обычно шириной 3–6 см, почти сидячие, расположены на верхушке стеблей и веточек, обычно в числе 1–4, окружены более-менее возвышающимися над ними верхушечными листьями. Обёртка густо- и беловато-паутинисто-волосистая. Наружные листочки обёртки яйцевидно-продолговатые, в нижней части — голые, блестящие, вверху — паутинисто-волосистые, слегка килеватые, оттянутые в длинные прямые или слегка изогнутые шипы. Самые нижние листочки из широкого основания сразу оттянутые в длинные паутинисто-волосистые шипы; внутренние листочки —линейно-ланцетные, постепенно заострённые в тонкие, изогнутые, удлиненные шипы. 
Цветки пурпурно-красные, длиной 25–35 мм. Венчик с удлиненной узкой трубкой, сразу переходящей в расширенную, длиной 13 мм, до трети надрезанную часть венчика. Хохолок буроватый, с едва расширенными удлиненными кончиками внутренних волосков. Смк. длиной 5,5 мм, темно-буровато-коричневые. 
Цветение в августе–сентябре. Образует семена в сентябре.

## Распространение и места обитания
Северный Кавказ (Педкавказье, Дагестан), Закавказье, Турция. В Азербайджане встречается на территории Восточного и Западного Большого Кавказа. 
От среднегорного до альпийского пояса, на лугах и пастбищах, как сорное и вдоль дорог.
Бодяк воинственный летом встречается в разрозненном состоянии в подпастбищных фитоценозах, не поедается малым рогатым скотом, считается вредным сорным растением.

## Синонимы
По данным GBIF на январь 2024 года в синонимику вида Lophiolepis horrida (Adams) Bures, Del Guacchio, Iamonico & P.Caputo входят следующие синонимы:

### Гомотипные синонимы
- Carduus horridus Adams in Beitr. Naturk. 1: 66 (1805)basionym
- Cnicus nidulans C.Winkl.

### Гетеротипные синонимы
- Cirsium horridum (Adams) Petr. (1912) in Trudy Tiflissk. Bot. Sada 12: 19, nom. illeg.
- Cirsium munitum (M.Bieb.) Fisch. (1812) in Hort. Gorenk, Ed. II. 35, nom. Illeg.
- Cirsium pugnax Sommier & Levier in Nuovo Giorn. Bot. Ital., n.s., 2: 12 (1895) — Бодяк воинственный
- Cirsium munitus M.Bieb. (1808) in Fl. Taur. Cauc. 2: 279 Nom. Illeg.
- Cnicus nidulans C.Winkl. ex O.Fedtsch. & B.Fedtsch. in Consp. Fl. Turkest. 4: 278 (1912), not validly publ.
- Epitrachys munita (M.Bieb.) K.Koch (1851) In: Linnaea 24: 398.